# Dan Swanö
Dan Swanö (Finspång, 10 maart 1973) is een Zweeds multi-instrumentalist en zanger die bekend is van Nightingale, Edge of Sanity en vele andere bands. Swanö wordt gezien als een invloedrijke figuur in de Zweedse rock- en metalwereld.
Swanö is de frontman geweest van meerdere bands, waaronder Edge of Sanity, Brejn Dedd, Unicorn, Infestdead and Route Nine. Ook heeft hij gespeeld in Katatonia, Ribspreader, Diabolical Masquerade en Bloodbath. Daarnaast zijn er nog tientallen bands en projecten waar Swanö als gastmuzikant te horen is, zoals het project Star One van de Nederlandse progrocker Arjen Anthony Lucassen. In 1999 bracht Swanö ook een soloalbum uit genaamd Moontower waarop hij alle instrumenten en zang zelf voor zijn rekening neemt. Net als zijn voormalige bandgenoot in Bloodbath Mikael Åkerfeldt kan Swanö zowel 'clean' zingen als grunten.
Naast zanger en muzikant is Swanö ook producent van vele rock- en metalalbums, waaronder Orchid en Morningrise van Opeth, Skauch van de punkband Millencolin en meerdere albums van The Project Hate MCMXCIX en Bloodbath.